# Hancock (Iowa)
Pour les articles homonymes, voir Hancock.
Ne doit pas être confondu avec Comté de Hancock (Iowa).
Hancock est une ville du comté de Pottawattamie, en Iowa, aux États-Unis. Elle est incorporée le 16 mai 1881.

## Personnalité liée à la ville
- Rebecca Ann King (Miss America 1974)

## Source de la traduction
- (en) Cet article est partiellement ou en totalité issu de l’article de Wikipédia en anglais intitulé « Hancock, Iowa » (voir la liste des auteurs).